# Gammick Studios
Gammick Studios fue el equipo de investigación y desarrollo interno de la productora de videojuegos española, Gammick Entertainment.

Comenzó su actividad a principios de 2008, y la finalizó a finales del mismo año, a la vez que publicaba en América su primer videojuego.

A principios de 2009, los miembros del el equipo se independizaron de Gammick Entertainment, y formaron oficialmente la empresa de creación de videojuegos Akaoni Studio.

## Videojuegos
| N.º | Título        | Publicador | Año  | Plataforma  |
| --- | ------------- | ---------- | ---- | ----------- |
| 1.  | Animal Boxing | Destineer  | 2008 | Nintendo DS |